# Enric I d'Alemanya
Enric I (en alemany: Heinrich I), anomenat l'Ocellaire (der Vogler), (876-936), va ser duc de Saxònia des de 912 i Rei d'Alemanya des del 919. Va ser el primer rei de la Dinastia Otoniana al tron germànic, i es considera el fundador del regne d'Alemanya, que fins aleshores era conegut com la Frància Oriental. La relació entre Enric i la monarquia i els ducs de Suàbia, Francònia i Baviera es va caracteritzar per l'amistat i una àmplia independència, però només després d'un acte demostratiu de subordinació, i a diferència del seu predecessor Conrad I d'Alemanya no va intentar apropiar-se dels privilegis i poders del regne carolingi, sinó que els va deixar als ducs fora de la seva pròpia esfera de govern, que s'havien fet càrrec de la posició de lideratge al regnat dels francs orientals.
La seva gran afició era la caça, i va guanyar el seu sobrenom, ja que segons s'explica, quan el van anar a cercar per comunicar-li que havia estat escollit rei es trobava preparant les xarxes per caçar ocells.

## Biografia

### Saxònia
Va néixer el 876 a Memleben, fill del duc de Saxònia Otó l'Il·lustre i la seva esposa Hedwiga, filla de Kike de Nèustria i una rebesnéta de Carlemany. El 906 es va casar amb Hatheburga de Merseburg, filla del comte saxó Erwin, però la parella es divorcià el 909. El mateix any Enric es casà amb Matilde de Ringelheim, filla de Teodoric de Ringelheim, comte de Westfàlia. A la mort del seu pare l'any 912, Enric esdevingué Duc de Saxònia. Demostrant ser un governant capaç, va continuar enfortint Saxònia, sovint amb enfrontaments amb els seus veïns meridionals, els ducs de Francònia.

### Germània
L'any 918 el duc de Francònia i rei de Frància Oriental Conrad I va morir. Tot i que Enric s'havia rebel·lat contra Conrad I entre el 912 i el 915 per les terres de Turíngia, abans de morir Conrad havia recomanat que escollissin a Enric com al seu successor, ja que creia que era l'únic capaç de liderar el regne. La reialesa va passar dels francs als saxons, que havien patit molt durant les conquestes de Carlemany i estaven orgullosos de la seva identitat. Enric, com a saxó, va ser el primer no franc al tron.

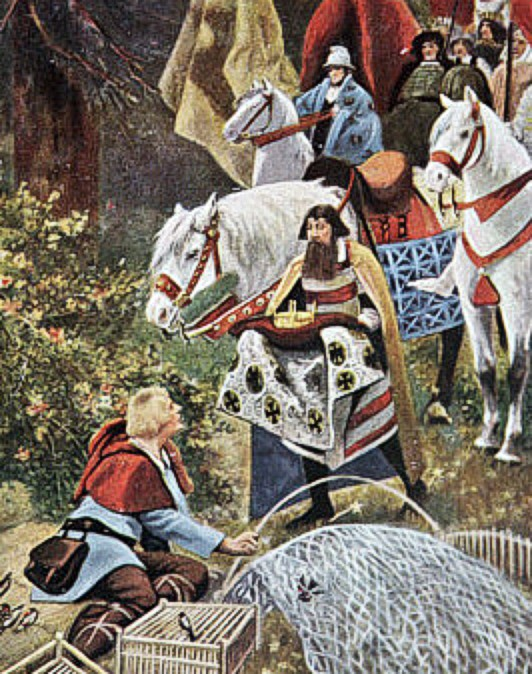
Es conta que Enric I estava caçant ocells quan rebé la corona reial (pintura de Hermann Vogel de 1900)

En l'assemblea imperial celebrada a Fritzlar el 919 els nobles saxons i francs van escollir Enric com a rei. El duc Burcard II de Suàbia va jurar fidelitat al nou rei, i Enric es va conformar amb l'estatus de vassall del duc renunciant a l'exercici directe del poder a Suàbia, deixant a Burkhard el poder de disposició sobre el tresor i els drets reials sobre les esglésies imperials. Arnulf de Baviera no es va sotmetre fins que Enric va envair Baviera el 921.
El 920 Carles el Simple, rei de França occidental, va envair i va marxar fins a Pfeddersheim prop de Worms, però es va retirar quan va saber que Enric estava organitzant un exèrcit. El 7 de novembre de 921, Enric i Carles es van reunir i van concloure el Tractat de Bonn, en el qual Enric va ser reconegut com el rei de Frància Oriental i Carles reconegut com a governant de Lotaríngia. Enric va veure l'oportunitat de prendre Lotaringia quan va començar una guerra civil per la successió reial a França occidental després de la coronació de Robert I de França. Carles va rebutjar la destitució i va contraatacar des de la Lorena i el 15 de juny del 923, durant la batalla de Soissons, mor Robert I, però el seu fill Hug el Gran arenga els soldats mostrant-los el cadàver del seu pare i finalment vencen Carles, que va ser capturat i Raül de Borgonya va ser elevat a anti-rei el 923, i després de les diverses campanyes d'Enric, Gislebert de Lotaríngia va reconèixer el seu regnat el 925 i a finals de 925, tots els Grans de Lorena es van sotmetre al domini d'Enric, convertint-se en el cinquè ducat de l'Imperi Franc d'Orient. El matrimoni de la seva filla Gerberga amb Giselbert el 928/29 i el seu reconeixement com a duc (dux) van concloure aquest procés. Enric va organitzar el regne com una confederació d'entre els cinc ducats arrel considerant-se a ell mateix sols com un primum inter pares. Va permetre als ducs de Francònia, Suàbia i Baviera d'administrar-se de forma completament independent, i quan va derrotar i conquerir el duc Gislebert de Lotaríngia i la va incorporar al regne, va permetre a Giselbert continuar en el seu càrrec
L'any 924 un exèrcit magiar que va envair el ducat alemany de Saxònia va derrotar Enric, però un príncep Árpád —probablement Zoltán— capturat prop de Pfalz Werla va permetre a Enric negociar els termes i en 926 es va declarar una treva de nou anys, durant la qual es va exigir un tribut anual als alemanys. En la dieta de 926, Enric va aconseguir la construcció de nous castells i l'autorització d'una nova forma de servei de guarnició per la que els soldats s'organitzaven en grups de nou soldats camperols, un dels quals feia guàrdia permanent mentre els altres vuit treballaven els camps, i en cas d'invasió, tots nou podien defensaven els castells. Durant la treva Enric va sotmetre els eslaus polabis a l'est. El Sínode de Erfurt va deixar de pagar un tribut anual als magiars l'any 932 i el 15 de març de 933 va derrotar els magiars en la batalla de Riade en un lloc no identificat al nord de Turíngia al llarg del riu Unstrut.
En pau amb els hongaresos, Enric va dirigir el seu exèrcit en diverses campanyes contra els eslaus. Primer va atacar els hevelli conquerint la seva capital Brennaborg (l'actual Brandenburg) i a continuació va atacar els daleminzi i després amb el suport del duc Arnulf I de Baviera, va marxar cap a Bohèmia on el duc Venceslau, que s'havia retirat a Praga, es va sotmetre sense gaire resistència i es va comprometre a pagar tributs regularment però va ser assassinat pel seu germà Boleslau I de Bohèmia el 28 de setembre de 935.
En els seus vint-i-quatre anys de regnat, Enric va abordar amb èxit alguns dels problemes més apressants que sofria el regne, tals com la consolidació de la institució davant els grans i l'ampliació de zones d'influència, amb l'annexió de Lorena i la intervenció a Bohèmia. A més va dur a terme una important tasca d'impuls a la colonització, moviment conegut com a Drang nach Osten que va afectar el nord i est del país i va permetre consolidar aquestes zones de població davant les incursions d'hongaresos, eslaus i suecs.
Durant el seu regnat, es va produir un gran avenç en l'evangelització del regne de Bohèmia i en l'enfortiment de les estructures eclesiàstiques, reprenent la política carolíngia de suport a les comunitats monàstiques i valent-se de nombrosos homes de l'església en l'administració de l'estat. La fortificació dels castells del sud de Germània i la reorganització de la cavalleria pesant culminen la seva obra política i militar.
La seva insistència a nomenar successor com a Rei d'Alemanya al seu fill Otó I el Gran, va evitar la divisió del regne després de la seva mort.

## Família

### Avantpassats

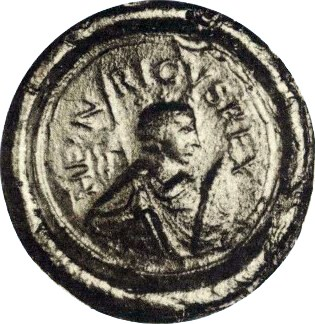
Segell d'Enric I l'Ocellaire

|  |                             |  |  |  |  |  |  |  |  |  |  |  |  |  |  |  |
|  | 4. Comte Liodolf de Saxònia |  |  |  |  |  |  |  |  |  |  |  |  |  |  |  |
|  |                             |  |  |  |  |  |  |  |  |  |  |  |  |  |  |  |
|  |                             |  |  |  |  |  |  |  |  |  |  |  |  |  |  |  |
|  | 2. Duc Otó I de Saxònia     |  |  |  |  |  |  |  |  |  |  |  |  |  |  |  |
|  |                             |  |  |  |  |  |  |  |  |  |  |  |  |  |  |  |
|  |                             |  |  |  |  |  |  |  |  |  |  |  |  |  |  |  |
|  | 5. Oda                      |  |  |  |  |  |  |  |  |  |  |  |  |  |  |  |
|  |                             |  |  |  |  |  |  |  |  |  |  |  |  |  |  |  |
|  |                             |  |  |  |  |  |  |  |  |  |  |  |  |  |  |  |
|  | 1. Enric I                  |  |  |  |  |  |  |  |  |  |  |  |  |  |  |  |
|  |                             |  |  |  |  |  |  |  |  |  |  |  |  |  |  |  |
|  |                             |  |  |  |  |  |  |  |  |  |  |  |  |  |  |  |
|  | 6. Duc Enric de Francònia   |  |  |  |  |  |  |  |  |  |  |  |  |  |  |  |
|  |                             |  |  |  |  |  |  |  |  |  |  |  |  |  |  |  |
|  |                             |  |  |  |  |  |  |  |  |  |  |  |  |  |  |  |
|  | 3. Hedwig de Francònia      |  |  |  |  |  |  |  |  |  |  |  |  |  |  |  |
|  |                             |  |  |  |  |  |  |  |  |  |  |  |  |  |  |  |
|  |                             |  |  |  |  |  |  |  |  |  |  |  |  |  |  |  |
|  | 14. Eberhard de Friuli      |  |  |  |  |  |  |  |  |  |  |  |  |  |  |  |
|  |                             |  |  |  |  |  |  |  |  |  |  |  |  |  |  |  |
|  |                             |  |  |  |  |  |  |  |  |  |  |  |  |  |  |  |
|  | 7. Ingeltruda               |  |  |  |  |  |  |  |  |  |  |  |  |  |  |  |
|  |                             |  |  |  |  |  |  |  |  |  |  |  |  |  |  |  |
|  |                             |  |  |  |  |  |  |  |  |  |  |  |  |  |  |  |
|  | 30. Lluís el Piadós         |  |  |  |  |  |  |  |  |  |  |  |  |  |  |  |
|  |                             |  |  |  |  |  |  |  |  |  |  |  |  |  |  |  |
|  |                             |  |  |  |  |  |  |  |  |  |  |  |  |  |  |  |
|  | 15. Gisela                  |  |  |  |  |  |  |  |  |  |  |  |  |  |  |  |
|  |                             |  |  |  |  |  |  |  |  |  |  |  |  |  |  |  |
|  |                             |  |  |  |  |  |  |  |  |  |  |  |  |  |  |  |
|  | 31. Judit de Baviera        |  |  |  |  |  |  |  |  |  |  |  |  |  |  |  |
|  |                             |  |  |  |  |  |  |  |  |  |  |  |  |  |  |  |
|  |                             |  |  |  |  |  |  |  |  |  |  |  |  |  |  |  |

### Núpcies i descendents
L'any 906 Enric es casà amb Hatheburga, filla del comte Erwin de Saxònia. Tingueren un fill Thankmar (vers 908 – 938) que moriria en una revolta contra el seu germà Otó.
Hatheburga s'havia casat abans i havia enviudat. Aleshores va entrar a un convent, d'on havia sortit per casar-se amb Enric. Per això eventualment el matrimoni va ser considerat invàlid i la parella es divorcià el 909, de manera que la legitimitat de Thankmar va quedar en qüestió. El mateix any Enric es casà en segones núpcies amb Matilda de Ringelheim, filla del comte Dietrich de Westfàlia. Tingueren tres fills i dues filles:
- Otó (912-973), futur Rei de Germània i emperador Otó I.
- Gerberga (vers 913–984), futura esposa de Lluís IV de França.
- Hedwige (vers 920–965), futura esposa d'Hug el Gran i mare d'Hug Capet.
- Enric (vers 920-955), futur duc de Baviera.
- Bruno (925-965), futur arquebisbe de Colònia.